# Catharine (Kansas)
Catharine – jednostka osadnicza w Stanach Zjednoczonych, w stanie Kansas, w hrabstwie Ellis.